# Clem Thomas
Pas d'image ? Cliquez ici

a Compétitions nationales et continentales officielles uniquement.

b Matchs officiels uniquement.
Richard Clement Charles Thomas, dit Clem Thomas, né le 28 janvier 1929 à Cardiff et mort le 5 septembre 1996 à Swansea, est un joueur de rugby gallois, évoluant au poste de troisième ligne aile pour le pays de Galles.

## Carrière
Il dispute son premier test match le 26 mars 1949 contre la France, et son dernier  également contre la France le 4 avril 1959. Il joue un total de 26 matches. Il dispute deux test matches avec les Lions en 1955 lors de leur tournée en Afrique du Sud. Il joue en club avec Coventry RFC puis Swansea RFC. Il connaît neuf sélections avec les Barbarians entre 1952 et 1959.

## Palmarès
- Grand Chelem au Tournoi des Cinq Nations 1952
- Trois victoires dans le Tournoi en 1954, 1955 et 1956.

## Statistiques en équipe nationale
- 26 sélections
- Trois points (un essai).
- Sélections par année : 1 en 1949, 2 en 1952, 4 en 1953, 4 en 1954, 2 en 1955, 3 en 1956, 1 en 1957, 5 en 1958, 4 en 1959.
- Participation à neuf Tournois des Cinq Nations en 1949, 1952, 1953, 1954, 1955, 1956, 1957, 1958 et 1959.